# リンゴ並木 (札幌市)

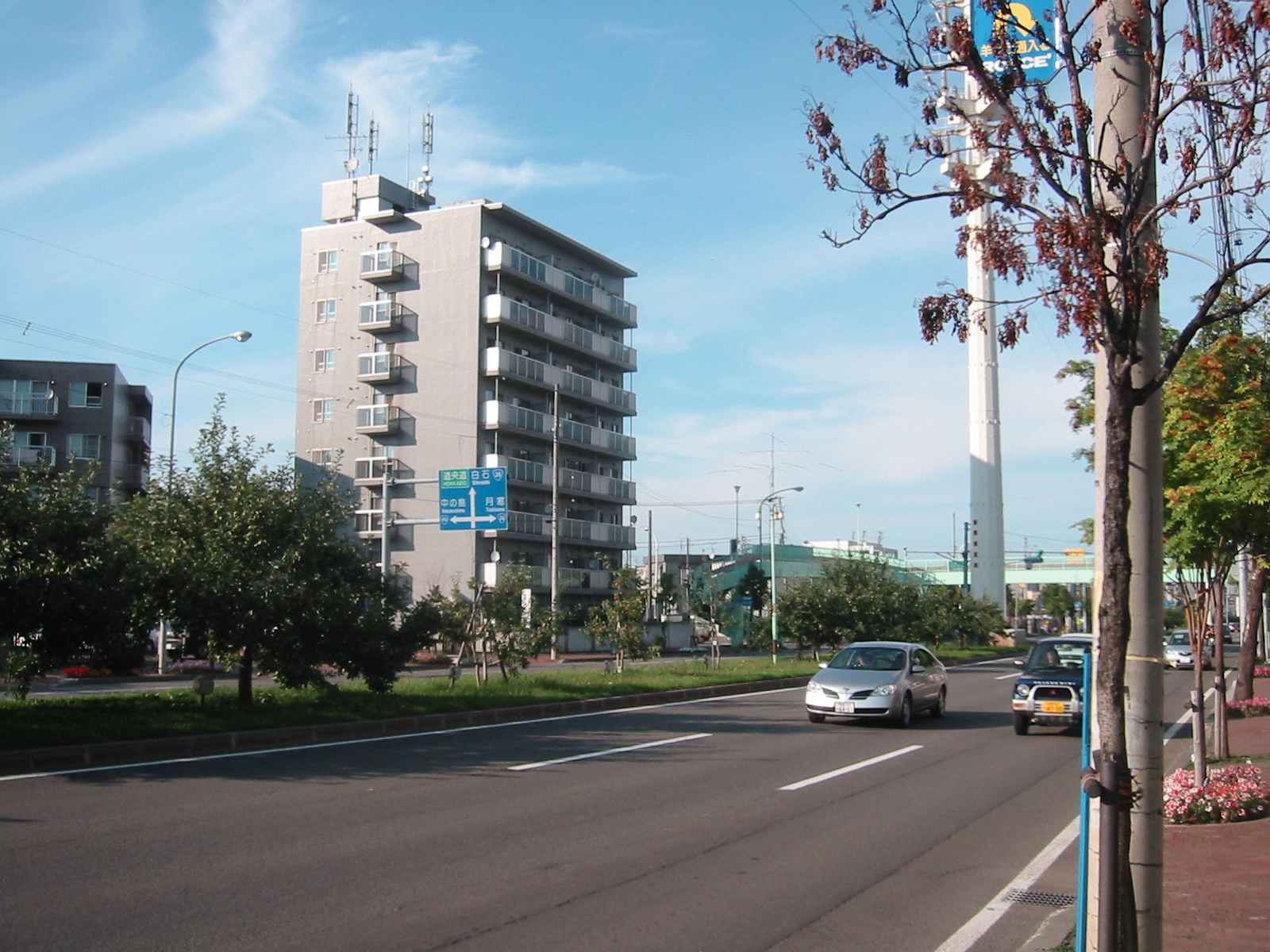
リンゴの木が中央分離帯に植えられている

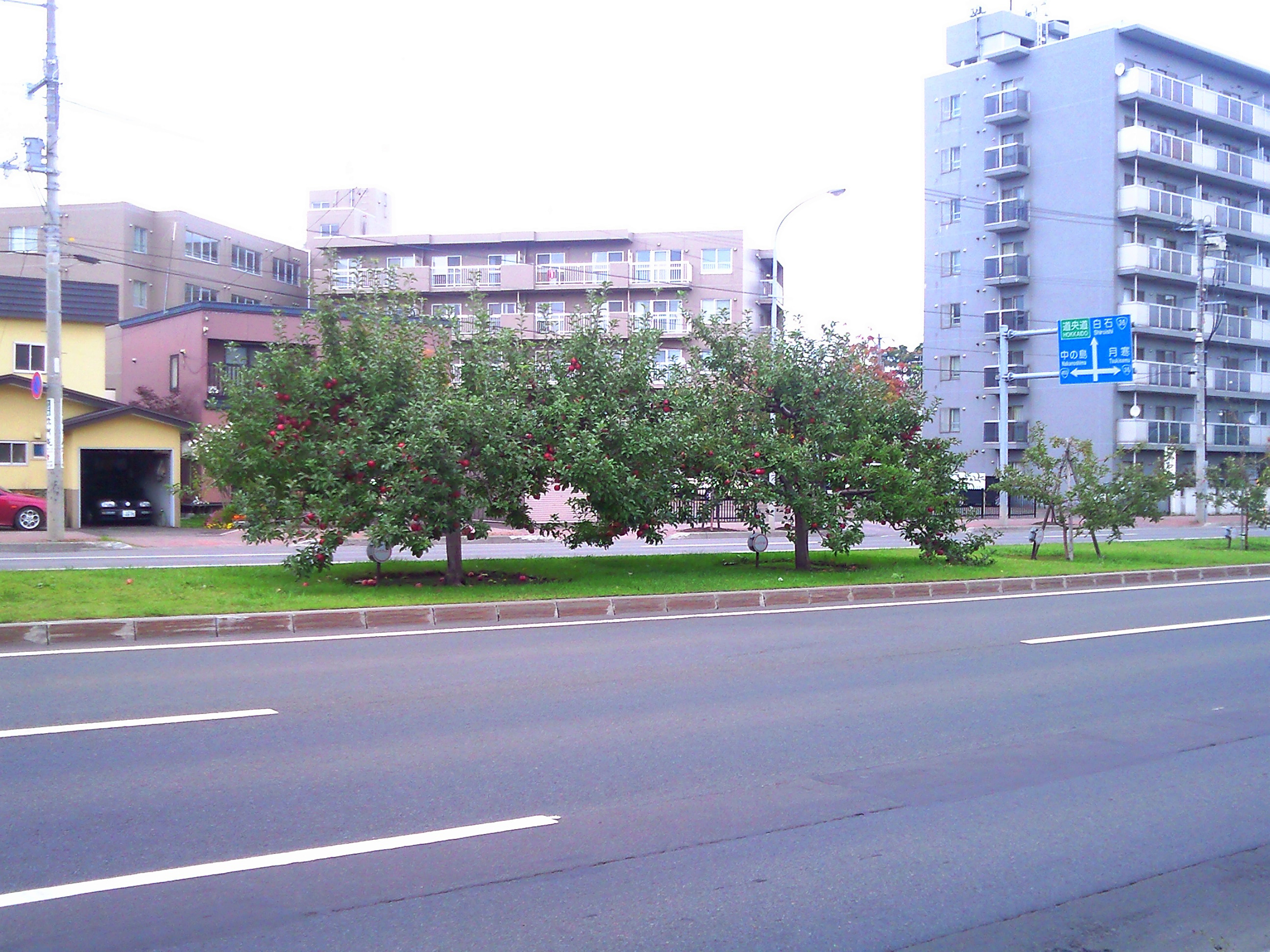
実がなっているリンゴの木

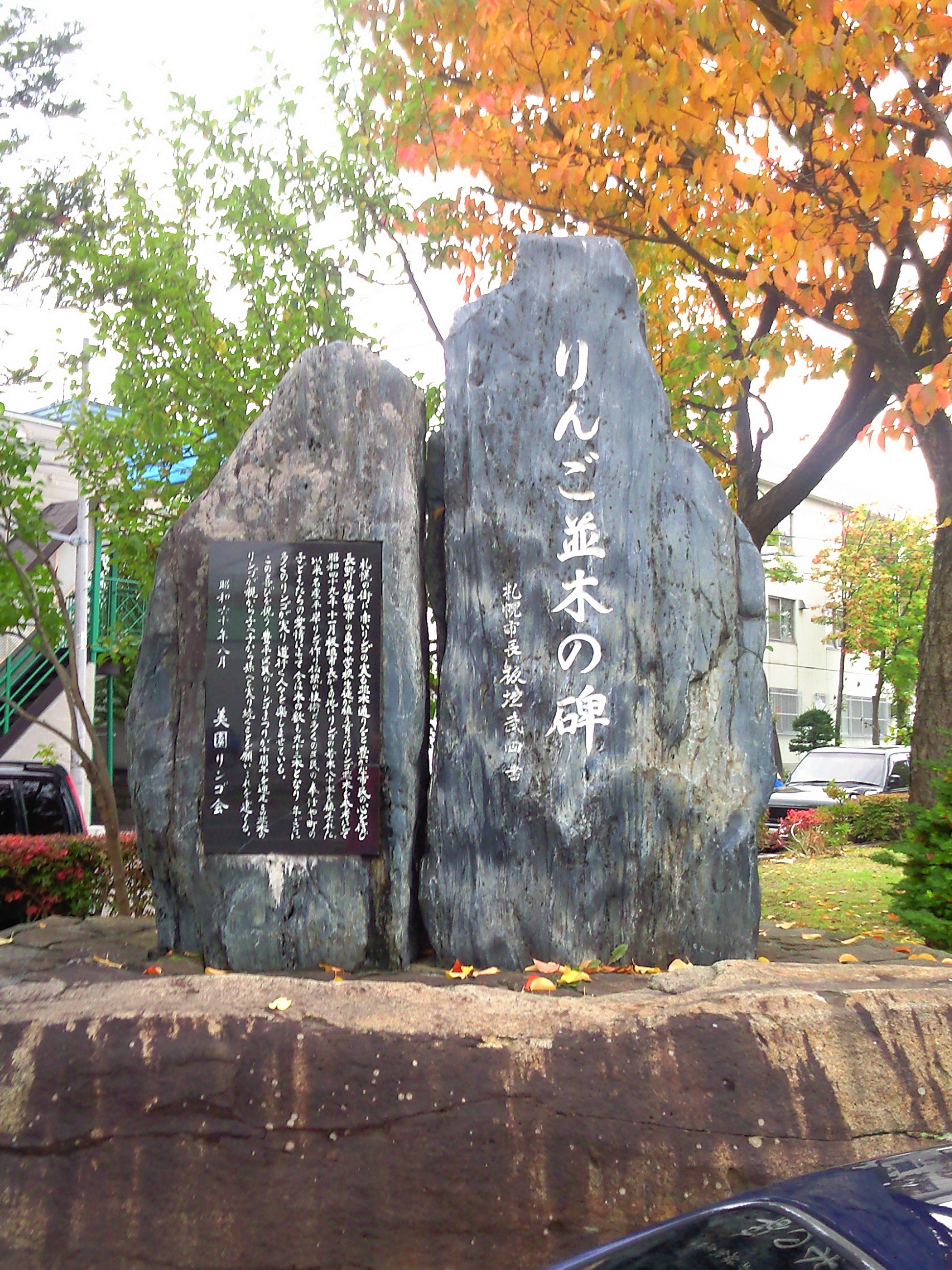
りんご並木の碑（美園11条7丁目）

リンゴ並木（リンゴなみき）とは、北海道札幌市豊平区にある環状通（北海道道89号札幌環状線）の豊平区役所前から国道36号までの中央分離帯に植えられているリンゴ並木で、豊平区のシンボルとして市民に親しまれている。

## 概要
北海道におけるリンゴは1879年（明治12年）に初めて実をつけたことに始まり、その後、札幌のリンゴ生産量は全国一となり、明治末期にはかつての平岸村（豊平区平岸地区）で栽培された「平岸リンゴ」が特産品として有名になった。しかし、急速な都市化によりそれらリンゴ園は失われた。
1974年（昭和49年）、当時の札幌市長であった板垣武四は、「札幌の街に赤いリンゴの実る並木通りを」との願いを込めて、かつてリンゴの産地であった現在の場所に、長野県飯田市立飯田東中学校生徒の手による飯田市のりんご並木を参考にして造成した。
2017年（平成29年）現在、延長約1.1キロメートルの区間、幅6メートルの中央分離帯に、「茜（あかね）」「レッドゴールド」「津軽（つがる）」「北上（きたかみ）」など13品種、計70本の木が植えられている。収穫されたリンゴは、豊平区の各イベントなどで区民に無料配布されるほか、北海道日本ハムファイターズにも贈呈される。

## 沿革
- 1974年（昭和49年）11月 - 環状通中央分離帯のうち800メートルに、初めて80本（「レッドゴールド」52本、「旭（あさひ）」28本）の植樹が行なわれる。
- 1975年（昭和50年）秋 - 収穫前にリンゴの実すべてが盗難にあう[5]。
- 1976年（昭和51年）10月 - 初収穫を祝い「豊平区民のつどい 第1回リンゴまつり」が開催される[5]。
- 1985年（昭和60年）8月 - 「リンゴまつり」10周年を記念し、地元有志（美園リンゴ会）により「りんご並木の碑」が、月寒公園の入口に建立される[4]。
- 1991年（平成3年） - 「豊平リンゴ並木」」として手づくり郷土賞受賞（施設部門）[6]。
- 1999年（平成11年） - 「リンゴまつり」終了[5][7]。
- 2001年（平成13年）9月 - 「リンゴまつり」に代わり、第1回「美園りんごまつり」が開催される[7]。